# Whitewater (Wisconsin)
Whitewater é uma cidade localizada no estado norte-americano de Wisconsin, no Condado de Jefferson e Condado de Walworth.

## Demografia
Segundo o censo norte-americano de 2000, a sua população era de 13.437 habitantes.
Em 2006, foi estimada uma população de 14.065, um aumento de 628 (4.7%).

## Geografia
De acordo com o United States Census Bureau tem uma área de
18,9 km², dos quais 18,1 km² cobertos por terra e 0,8 km² cobertos por água. Whitewater localiza-se a aproximadamente 251 m acima do nível do mar.

## Localidades na vizinhança
O diagrama seguinte representa as localidades num raio de 20 km ao redor de Whitewater.